# Ant-Man (Film)
Ant-Man ist ein US-amerikanischer Science-Fiction-Actionfilm rund um die Marvel-Figur Ant-Man aus dem Jahr 2015. Es ist der zwölfte Film im Marvel Cinematic Universe (MCU) und der Abschluss der „Zweiten Phase“. Regie führte Peyton Reed, das Drehbuch schrieben Edgar Wright, Joe Cornish, Adam McKay und Paul Rudd. Premiere hatte er am 29. Juni 2015 in Los Angeles. In Deutschland kam er am 23. Juli in die Kinos, in Österreich war er bereits seit dem 16. Juli 2015 zu sehen.
Seitdem inszenierte Peyton Reed ebenfalls die Fortsetzungen Ant-Man and the Wasp (2018) und Ant-Man and the Wasp: Quantumania (2023).

## Handlung
Im Jahr 1989: Der bei S.H.I.E.L.D. arbeitende Physiker Henry „Hank“ Pym hat die nach ihm benannten Pym-Partikel entdeckt, welche die Zusammenziehung von atomaren Zwischenräumen ermöglichen. Als er entdeckt, dass S.H.I.E.L.D. seine größte Entdeckung zu replizieren versucht, quittiert er wütend den Dienst und gründet seine eigene Firma. Sein ehemaliger Assistent Darren Cross und seine Tochter Hope, die sich seit dem Tod ihrer Mutter von ihm entfremdet hat, drängen ihn jedoch aus der Firmenleitung in den Ruhestand. Seitdem versucht Cross, die Pym-Partikel wiederzuentdecken, um den von ihm entwickelten Kampfanzug „Yellowjacket“ als neues Waffensystem für die Schrumpfung von Soldaten zu vermarkten.
San Francisco, heutige Zeit: Scott Lang, ein Elektroingenieur, wird nach einer langjährigen Haftstrafe wegen Einbruchs in eine hochgesicherte Firma aus dem Gefängnis entlassen. Er kommt bei seinem ehemaligen Zellengenossen und Freund Luis unter, doch wegen seines Strafregisters wird ihm die Chance auf einen ehrlichen Neuanfang verwehrt. Seine Ex-Frau Maggie und ihr neuer Verlobter, der Polizist Paxton, verweigern Scott jeglichen Umgang mit seiner kleinen Tochter Cassie, weil er keinen Unterhalt zahlt. In seiner Verzweiflung nimmt Scott Luis’ Vorschlag an, in das Haus eines alten Mannes einzubrechen, in dem – so Luis’ Informationen – eine lohnende Beute lockt. Doch im Safe des Hauses findet Scott keine Wertsachen vor, sondern etwas, das wie ein alter Motorradanzug aussieht. Er nimmt ihn mit, nicht ahnend, dass er vom Besitzer des Anwesens – Pym – die ganze Zeit beobachtet wurde.
Am nächsten Morgen untersucht Scott den Anzug, legt ihn probeweise an und aktiviert dabei eine Funktion, die ihn plötzlich auf die Größe eines Insekts schrumpfen lässt. Von der anschließenden Irrfahrt durch eine für ihn überdimensional wirkende Welt traumatisiert, bringt er den Anzug zurück, wird aber gleich darauf von der Polizei verhaftet. Pym besucht ihn im Gefängnis und bietet ihm die Chance, sich in den Augen seiner Tochter zu rehabilitieren. Scott nimmt das Angebot an und flüchtet mit dem Schrumpfanzug und der Hilfe einiger Ameisen aus der Zelle. Er kommt bei Pym und Hope unter, die sich zaghaft wieder zu versöhnen versuchen. Von ihnen erfährt Scott, dass Pym den Diebstahl des Anzugs arrangiert hat, um Scott zu testen. Pym hat vor, Cross’ Yellowjacket-Projekt zu sabotieren, um zu verhindern, dass aus seiner Erfindung eine Waffe gemacht wird. Zu diesem Zweck soll Scott mit dem Schrumpfanzug und einer weiteren Erfindung von Pym, die ihm die Kommunikation mit Ameisen ermöglicht, in das Gebäude von Cross Technological Enterprises eindringen und dort sämtliche Elemente des Waffenprojekts vernichten. Nebenbei erfahren Scott und Hope, dass Pym seine Partikel einst selbst eingesetzt hat, um als Superheld zusammen mit seiner Frau Janet als seiner Partnerin Wasp aufzutreten. Dies endete jedoch, nachdem Janet eines Tages auf subatomare Größe geschrumpft war, um eine Atomrakete aufzuhalten, und dabei verschollen ging.

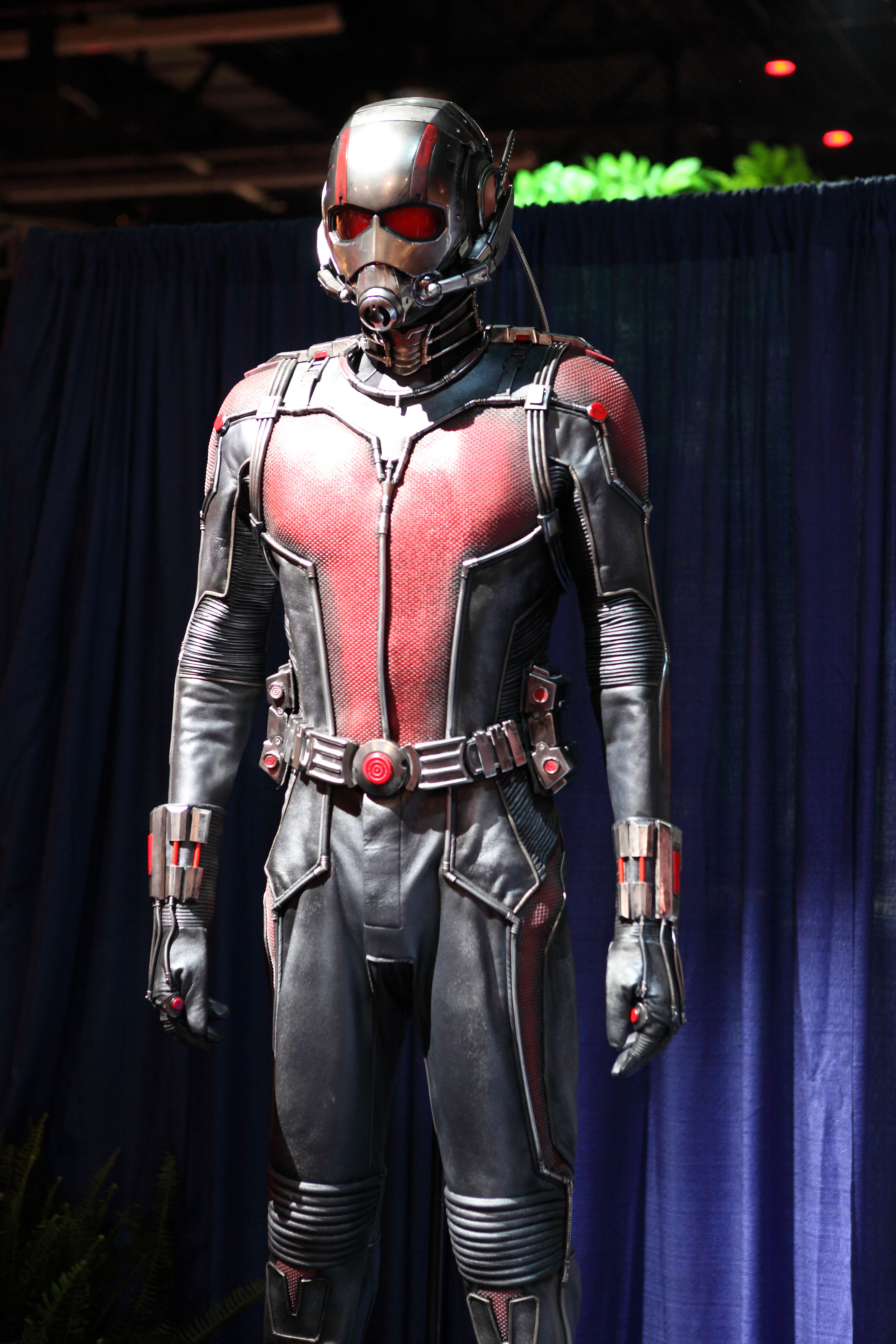
Der Anzug, ausgestellt auf der D23 Expo

Die Pyms machen Scott mit dem Umgang mit dem Anzug vertraut und lehren ihn, mit Ameisen zu kommunizieren, die ihn mit ihren besonderen Fähigkeiten bei dem Vorhaben unterstützen sollen. Um sich ein für den Plan notwendiges Störmodul zu besorgen, bricht Scott in das neue Hauptquartier der Avengers ein und muss sich in einem Zweikampf Falcon stellen, bevor er mit dem Modul entkommen kann. Kurz bevor Scott und die Pyms das Sabotageprojekt starten, kann Cross seine Schrumpftechnologie perfektionieren. Da er Verdacht gegen seinen einstigen Mentor schöpft, lässt er die Sicherheitsvorkehrungen in seiner Fabrik verstärken. Scott weiht daraufhin Luis und dessen Freunde Dave und Kurt in den Plan ein. Obwohl Paxton ihnen auf der Spur ist, können sie die Sicherheitsmaßnahmen umgehen und Scott in das Labor einschleusen, wo Cross in Anwesenheit von Pym und Hope den vollendeten Yellowjacket-Kampfanzug seinen Käufern vorstellt, zu denen auch HYDRA zählt. Scott läuft in Cross’ Falle, der nun siegessicher seine Pläne offenbart. Scott kann sich und die Pyms retten und zerstört Cross Tech mit Schrumpfladungen. Er verfolgt Cross, der per Hubschrauber flieht und sich mit dem Yellowjacket verkleinert. Beim anschließenden Duell gelingt es Scott, Cross außer Gefecht zu setzen, doch dann wird er von Paxton getasert und verhaftet.
Während Scott zum Polizeirevier gebracht wird, kommt Cross wieder zu Bewusstsein und bricht in Paxtons Haus ein, wo er Cassie als Geisel nimmt. Scott entkommt aus dem Polizeiwagen, und in Cassies Kinderzimmer kommt es zu einem erneuten Kampf. Kurz bevor Cross Cassie und Paxton töten kann, schaltet Scott den Regulator seines Anzugs aus und schrumpft wie einst Wasp zu subatomarer Größe, um zu den Schaltungen von Cross’ Anzug vorzudringen. Durch Scotts Sabotage schrumpft Cross unkontrolliert und stirbt scheinbar. Scott wird in den subatomaren Raum geschleudert, kann sich aber durch Einsetzen einer Vergrößerungskapsel in seinen Regulator aus dieser fatalen Situation retten. Nach der erfolgreichen Mission besucht Scott seine Tochter und deren neue Familie. Paxton drückt seinen ehrlichen Respekt aus und verrät, dass er die belastenden Beweise gegen Scott verschwinden ließ. Da ruft Luis an und informiert Scott, dass Falcon ihn sucht.
In einer Midcredit-Szene zeigt Pym seiner Tochter den noch nicht vollendeten Prototypen für ein neues Wasp-Kostüm, an dem er und seine Frau gearbeitet haben, als Zeichen dafür, dass er endlich bereit ist, Hope das Erbe ihrer Mutter antreten zu lassen. In einer anschließenden Postcredit-Szene schlägt Falcon seinem Freund Steve Rogers vor, in ihrer derzeitigen Situation Scott in die Reihen der Avengers aufzunehmen.

## Hintergrund
Die Marvel Studios beauftragten Peyton Reed mit der Regie. Reed hatte ein Budget von 130 Mio. US-Dollar. Ant-Man spielt im Marvel Cinematic Universe und ist der letzte Film der zweiten Phase der Franchise-Filmreihe. Am 5. Dezember 2014 gab Peyton Reed via Twitter bekannt, dass die Dreharbeiten beendet seien.
Edgar Wright arbeitete anfänglich an der Ant-Man-Verfilmung, distanzierte sich aber im Mai 2014 aufgrund kreativer Differenzen vom Film.

## Rezeption

### Kritiken

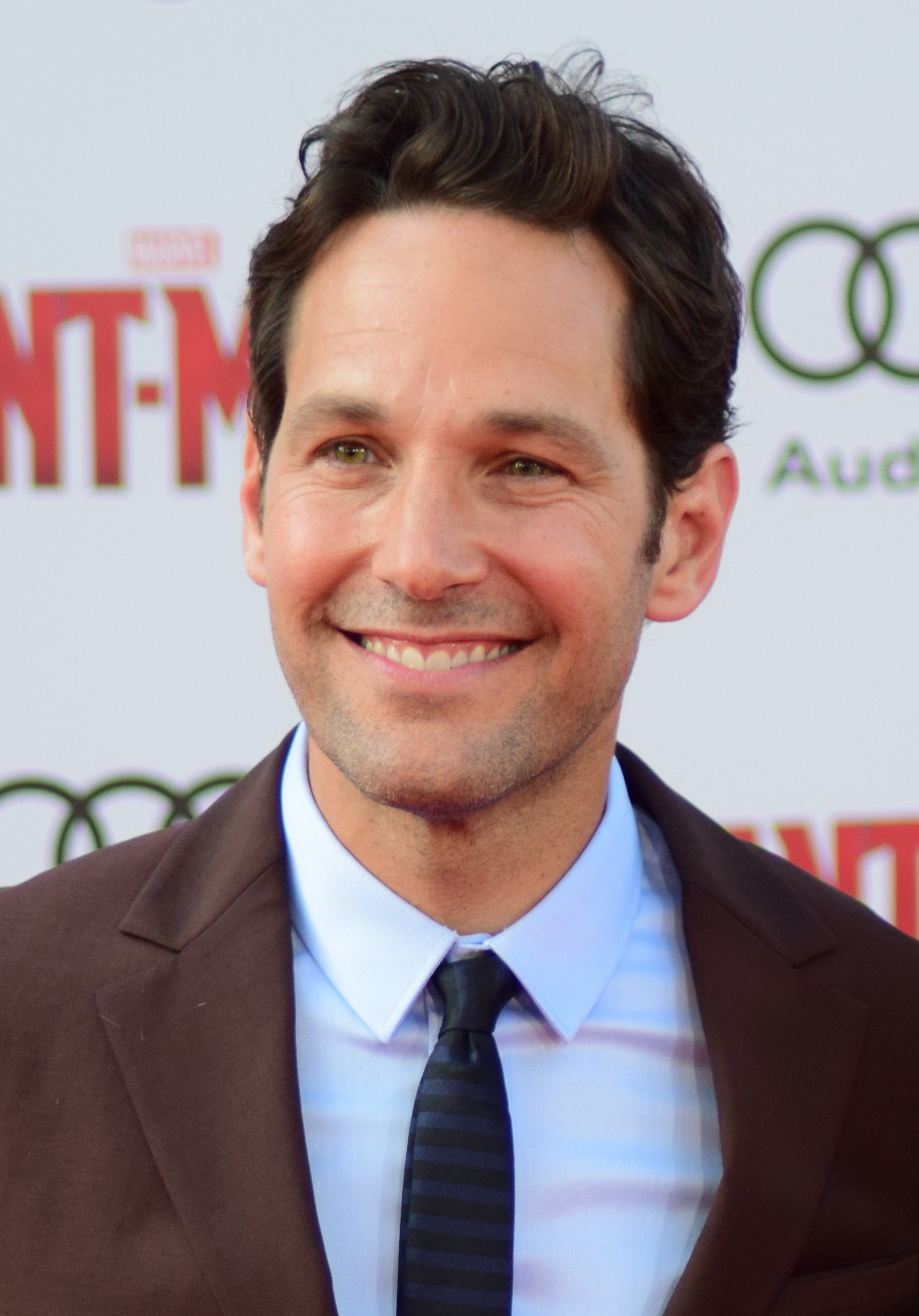
Paul Rudd bei der Filmpremiere von Ant-Man im Juni 2015

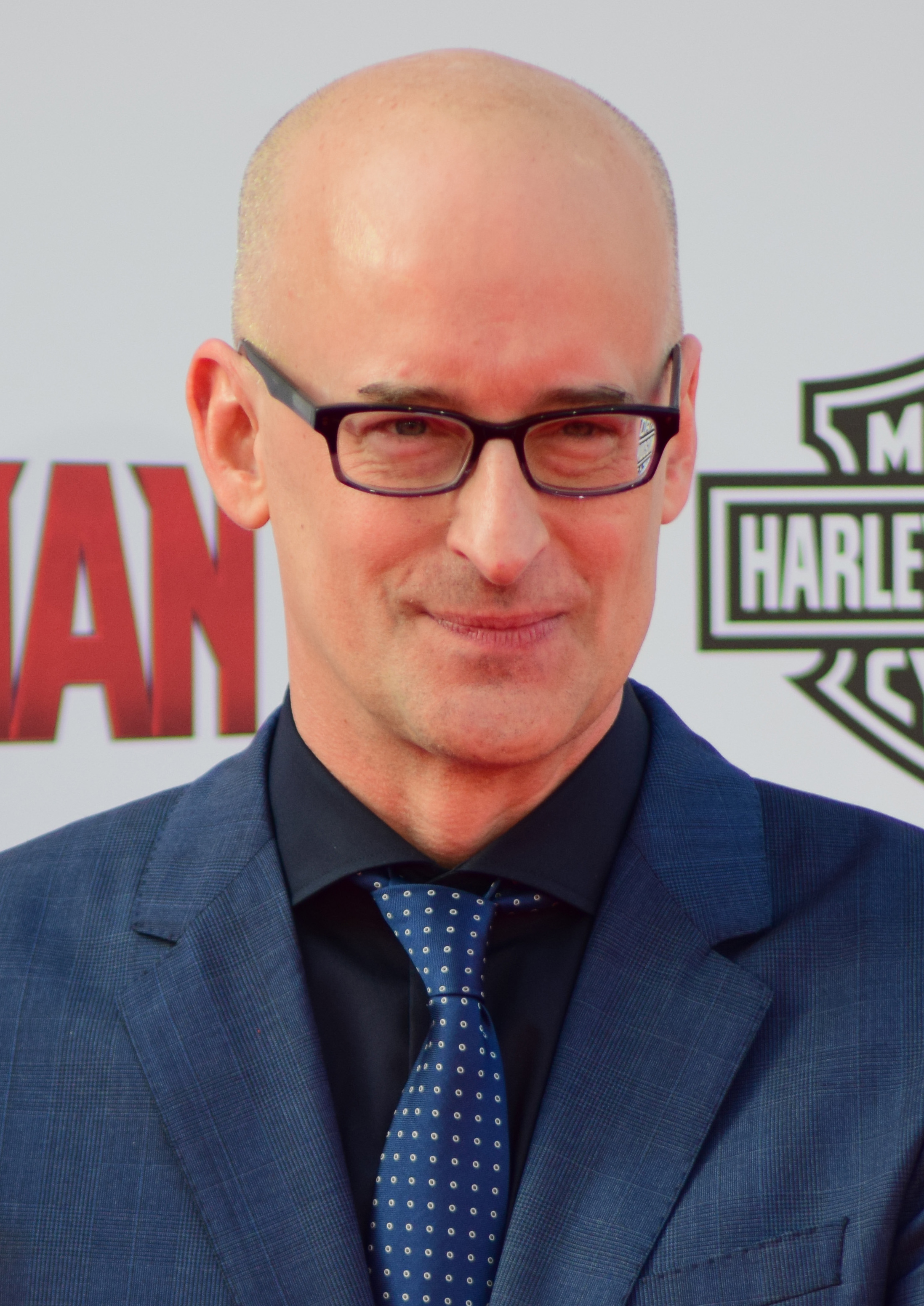
Peyton Reed bei der Filmpremiere von Ant-Man im Juni 2015

Der Film konnte 83 Prozent der bei Rotten Tomatoes aufgeführten Kritiker überzeugen. Basierend auf der Auswertung von 44 Kritiken vergibt Metacritic 64 von 100 Punkten, wobei die Publikumswertung basierend auf 2.297 Stimmen mit 7,4 Punkten zu Buche steht.
Das Spiel mit den Größenverhältnissen bietet nach Ansicht vieler Kritiker neue Möglichkeiten für kurzweilige Action und fügt den Filmen im Marvel-Universum eine ordentliche Portion Humor hinzu, weil sich Ant-Man nicht so ernst nimmt, der Protagonist von den Drehbuchschreibern als selbstironischer Charakter gestaltet wurde und die Besetzung mit dem für das Komödienfach bekannten Paul Rudd in der Titelrolle für eine entsprechende Leichtigkeit sorgt. Christoph Petersen von filmstarts.de lobt daher auch: „‚Ant-Man‘ ist zwar nicht der größte, aber dafür der am kreativsten inszenierte aller bisherigen Marvel-Filme.“ Die Konzentration auf nur wenige Marvel-Figuren stellt auch für Frank Arnold von epd film etwas Positives dar, und er beschreibt Ant-Man als „eine geradlinige Geschichte mit einem überschaubaren Personal und einer begrenzten Anzahl von Schauplätzen.“ Auch wenn sich die Macher des Films mit Ant-Man nun einem neuen Charakter zuwenden, urteilt focus.de: „Marvels kleinster Superheld bietet große Unterhaltung – aber nichts, was man in den bisherigen Marvel-Filmen nicht schon erlebt hätte. […] Letztendlich krankt der Film an dem Schicksal, das zur Sternstunde der Comic-Verfilmungen alle Superhelden-Streifen haben: Er muss sich mit vielen vorangegangenen Filmen messen. Und im Vergleich zur Wucht von ‚The Avengers‘, dem Hochglanz von ‚Iron Man‘ oder dem Spaß von ‚Guardians of the Galaxy‘ bietet ‚Ant-Man‘ keine großen Überraschungen. Er bleibt ein nur kleines Puzzlestück im großen Marvel-Universum. Aber eines, das einen für zwei Stunden verdammt gut unterhält.“

### Einspielergebnis
Am ersten Wochenende nach dem Kinostart in den Vereinigten Staaten, Kanada, Australien und einer Reihe weiterer Länder spielte Ant-Man fast 114 Millionen US-Dollar ein, davon 57,2 Millionen in Nordamerika. Entgegen allen Erwartungen erreichte Ant-Man Platz 1 der US-Kinocharts und startete damit mehr als zufriedenstellend. Auch in der zweiten Woche rangierte der Film hier auf Platz 1. Die Produktionskosten von 130 Mio. US-Dollar hatte Ant-Man am 22. Juli 2015 bereits in fünf Tagen nach dem Kinostart wieder eingespielt. Bis Ende November 2015 spielte Ant-Man weltweit über 518 Millionen US-Dollar ein und avancierte hierdurch zu einem der erfolgreichsten Filme des Jahres 2015.

### Auszeichnungen
Die zwei Hauptdarsteller Paul Rudd und Evangeline Lilly erhielten bei den Teen Choice Awards 2015 Nominierungen in den Kategorien Summer Movie Star: Male und Summer Movie Star: Female. Im Rahmen der Critics’ Choice Movie Awards im Januar 2016 wurde Rudd zudem als Bester Schauspieler in einem Actionfilm nominiert. Im Rahmen der 66. Eddie Awards wurde der Film am 4. Januar 2016 von der Vereinigung der American Cinema Editors in der Kategorie Bester Filmschnitt – Komödie oder Musical nominiert. Im Rahmen der Saturn-Award-Verleihung 2016 wurde der Film als Beste Comicverfilmung ausgezeichnet. Peyton Reed wurde zudem für die Beste Regie,  Paul Rudd als Bester Hauptdarsteller und Evangeline Lilly als Beste Nebendarstellerin nominiert. Paul Rudd wurde im Rahmen der MTV Movie Awards 2016 als Bester Filmheld nominiert. Die Spezialeffektkünstler Alex Wuttke, Jake Morrison, Greg Steele und Daniel Sudick wurden 2016 für einen BAFTA in der Kategorie Beste Visuelle Effekte nominiert.

### Verwertungsangaben
Die von Marvel Entertainment produzierte Comicverfilmung wird von Walt Disney Pictures verliehen. Infolge eines Vertrags zwischen Disney und IMAX wurde Ant-Man im IMAX-Format gedreht.

## Fortsetzungen
Im Juli 2015 bestätigte der Produzent Kevin Feige, dass das Studio „eine supercoole Idee für einen nächsten Ant-Man-Film“ habe und sie einen Weg finden würden, diesen zu realisieren, falls das Publikum das möchte. Der Regisseur Peyton Reed erwähnte Gespräche über ein mögliches eigenständiges Abenteuer mit Pym als Ant-Man, was nach Eric Eisenberg von Cinema Blend eine gute Möglichkeit eröffnen würde, die Marvel-Kurzfilm-Reihe wiederzubeleben. Ende Juli 2015 erklärte auch der Schauspieler David Dastmalchian seine Bereitschaft, bei einer Fortsetzung wieder mitzuwirken.
In einer Post-Credit-Szene des Films wird eine Fortsetzung der Geschichte um Ant-Man angedeutet und dass dieser möglicherweise eine wichtige Rolle im zukünftigen Marvel-Universum spielen wird. Ant-Man ist 2016 in The First Avenger: Civil War zu sehen.
Im Oktober 2015 gab Walt Disney Pictures offiziell eine Fortsetzung mit dem Titel Ant-Man and the Wasp bekannt. Diese startete am 6. Juli 2018 in den US-amerikanischen und am 26. Juli 2018 in den deutschen Kinos.
Die zweite Fortsetzung Ant-Man and the Wasp: Quantumania wurde im Februar 2023 veröffentlicht. Die Regie übernahm erneut Peyton Reed.

## Synchronisation
Die deutschsprachige Synchronisation erfolgte durch die Film- & Fernseh-Synchron nach einem Dialogbuch von Klaus Bickert unter der Dialogregie von Björn Schalla.
| Rolle                           | Darsteller         | Synchronsprecher   |
| ------------------------------- | ------------------ | ------------------ |
| Scott Lang / Ant-Man            | Paul Rudd          | Markus Pfeiffer    |
| Hope van Dyne                   | Evangeline Lilly   | Alexandra Wilcke   |
| Dr. Henry „Hank“ Pym            | Michael Douglas    | Volker Brandt      |
| Dr. Darren Cross / Yellowjacket | Corey Stoll        | Nicolas Böll       |
| Luis                            | Michael Peña       | Nico Mamone        |
| Dave                            | Tip „T.I.“ Harris  | Martin Kautz       |
| Kurt                            | David Dastmalchian | Ricardo Richter    |
| Cassie Lang                     | Abby Ryder Fortson | Marie Düe          |
| Paxton                          | Bobby Cannavale    | Tobias Kluckert    |
| Maggie Lang                     | Judy Greer         | Bianca Krahl       |
| Sam Wilson / The Falcon         | Anthony Mackie     | Stefan Günther     |
| Peggy Carter                    | Hayley Atwell      | Berenice Weichert  |
| Howard Stark                    | John Slattery      | Bernd Vollbrecht   |
| Gale                            | Wood Harris        | Milton Welsh       |
| Mitchell Carson                 | Martin Donovan     | Frank Röth         |
| Dale                            | Gregg Turkington   | Rainer Fritzsche   |
| Peachy                          | Robert Crayton     | Adam Nümm          |
| Steve Rogers / Captain America  | Chris Evans        | Dennis Schmidt-Foß |